# Kapusta z grzybami
Kapusta z grzybami – tradycyjna polska potrawa wigilijna, przygotowywana z ugotowanej kapusty kiszonej z dodatkiem ugotowanych suszonych grzybów leśnych. Danie wegetariańskie zaliczane do postnych.
Odpowiednio przygotowana kapusta z grzybami może posłużyć jako farsz do gotowanych pierogów – uzyska się w ten sposób kolejne tradycyjne polskie danie wigilijne. Podobnie można przygotować wigilijne kulebiaki, knysze i paszteciki.
Przykładowe składniki: 1 kg kiszonej kapusty, 100 g suszonych grzybów, 1 duża cebula, 3 łyżki masła lub oleju, 1 łyżka mąki, sól i pieprz.
Przykładowy sposób przygotowania:
- kapustę kiszoną lekko odcisnąć, zalać 2 szklankami wody i gotować aż do miękkości
- grzyby moczyć przez 2 godziny w niewielkiej ilości wody, a następnie ugotować do miękkości
- ugotowane grzyby pokroić w paseczki i dodać do kapusty
- cebulę pokroić w kostkę, usmażyć na maśle, oprószyć mąką i wymieszać
- dodać zasmażkę z cebulą do kapusty, dokładnie wymieszać i ugotować, po czym doprawić solą i pieprzem.

W niektórych wariantach dodaje się marchewkę, suszone śliwki, ząbki czosnku, a nawet miód pitny lub czerwone wino.